# Annette Leja
Annette Leja (* 30. Juni 1969) war kurzzeitig eine österreichische Politikerin (ÖVP), sie ist eine Krankenhausmanagerin und Funktionärin der Wirtschaftskammer Österreich.

## Ausbildung
Leja legte im Jahr 1989 ihre Reifeprüfung (Matura) an der Handelsakademie Telfs ab. Anschließend studierte sie Betriebswirtschaft an der Universität Innsbruck.

## Politik
Am 4. Mai 2021 wurde vom Tiroler Landeshauptmann Günther Platter mitgeteilt, dass sie der Landesregierung Platter III künftig als Landesrätin für Gesundheit für die Tiroler Volkspartei angehören wird. Sie trat damit die Nachfolge von Bernhard Tilg an. Am 11. Mai 2021 wurde sie als Landesrätin gewählt und trat ihr Amt an.
Nach Bericht der Kronenzeitung ist sie Mitglied des Österreichischen Wirtschaftsbundes, einer der Teilorganisationen der Österreichischen Volkspartei.
Sie ist ein von der Wirtschaftskammer Österreich entsandtes Mitglied der Fondskommission des Privatkrankenanstalten-Finanzierungsfonds (Prikraf).
Nach der Landtagswahl 2022 kündigte sie ihren Rückzug aus der Politik an und kehrte in ihrem ursprünglichen Beruf zurück.

## Berufliches
Leja war bisher als Geschäftsführerin im Sanatorium Kettenbrücke der Barmherzigen Schwestern tätig und vertritt die gewerbliche Gesundheitsbranche in mehreren Funktionärspositionen in der Wirtschaftskammer Österreich sowie in der Wirtschaftskammer Tirol.
Auf Annette Leja sind im GISA – Gewerbeinformationssystem Österreich zwei Gewerbe mit Standort Innsbruck registriert:
- Gastgewerbe gem. § 94 Z. 26 GewO 1994 in der Betriebsart „Café-Restaurant“ mit dem Berechtigungsumfang gem. § 111 Abs. 1 Z. 2 leg cit
- Betrieb eines Fitnessstudios (Zurverfügungstellen von Fitnessgeräten)

Beide Gewerbe sind dem Sanatorium Kettenbrücke zugeordnet.

## Persönliches
Leja ist mit dem Innsbrucker Zahnarzt Wolfgang Leja verheiratet.